# Grewia sclerophylla
Grewia sclerophylla är en malvaväxtart som beskrevs av William Roxburgh. Grewia sclerophylla ingår i släktet Grewia och familjen malvaväxter. Inga underarter finns listade i Catalogue of Life.